# Брекер, Майкл
Майкл Леонард Брекер (англ. Michael Leonard Brecker; 29 марта 1949 года, Филадельфия — 13 января 2007 года, Нью-Йорк) — американский джазовый музыкант, тенор-саксофонист, композитор. Один из наиболее ярких представителей современного джаза. Был удостоен 15 премий Grammy в категориях «Инструментальная композиция», «Джазовый инструментальный альбом», «Лучшее джазовое инструментальное соло» и других.
Вырос в музыкальной семье: мать, отец и сестра были пианистами, а брат Рэнди — трубачом. Учился игре на кларнете и альт-саксофоне, но к окончанию школы перешёл на тенор-саксофон. После учёбы у Винса Тромбетты и Джо Олларда в 1960-х годах заинтересовался рок- и соул-музыкой, затем увлёкся творчеством Колтрейна. В течение года посещал Университет Индианы, затем в 1969 году переехал в Нью-Йорк, где присоединился к старшему брату Рэнди. Играл ритм-энд-блюз, позже — на два года стал участником фанк-группы «Dreams», а в середине 70-х работал с Джеймсом Тейлором, Хорасом Силвером и Билли Кобэмом.
В конце 1970-х годов вместе с братом Рэнди основал фьюжн-проект Brecker Brothers и стал участником ансамбля Майка Маиньери Steps, позже переименованного в Steps Ahead.
К середине 1980-х Brecker Brothers выпустили 5 альбомов, сотрудничали с Дэвидом Сэнборном, Крисом Паркером и др. До того как записать первый сольный альбом (1987) Брекер долгое время работал в качестве сессионного музыканта в составе ансамбля инструментальных групп, аккомпанировал популярным певцам. В 1990-х годах Майк и Рэнди реорганизовали группу Brecker Brothers.
В 2007 году в возрасте 57 лет скончался в нью-йоркской больнице от лейкемии, которой он страдал несколько лет.

## Дискография

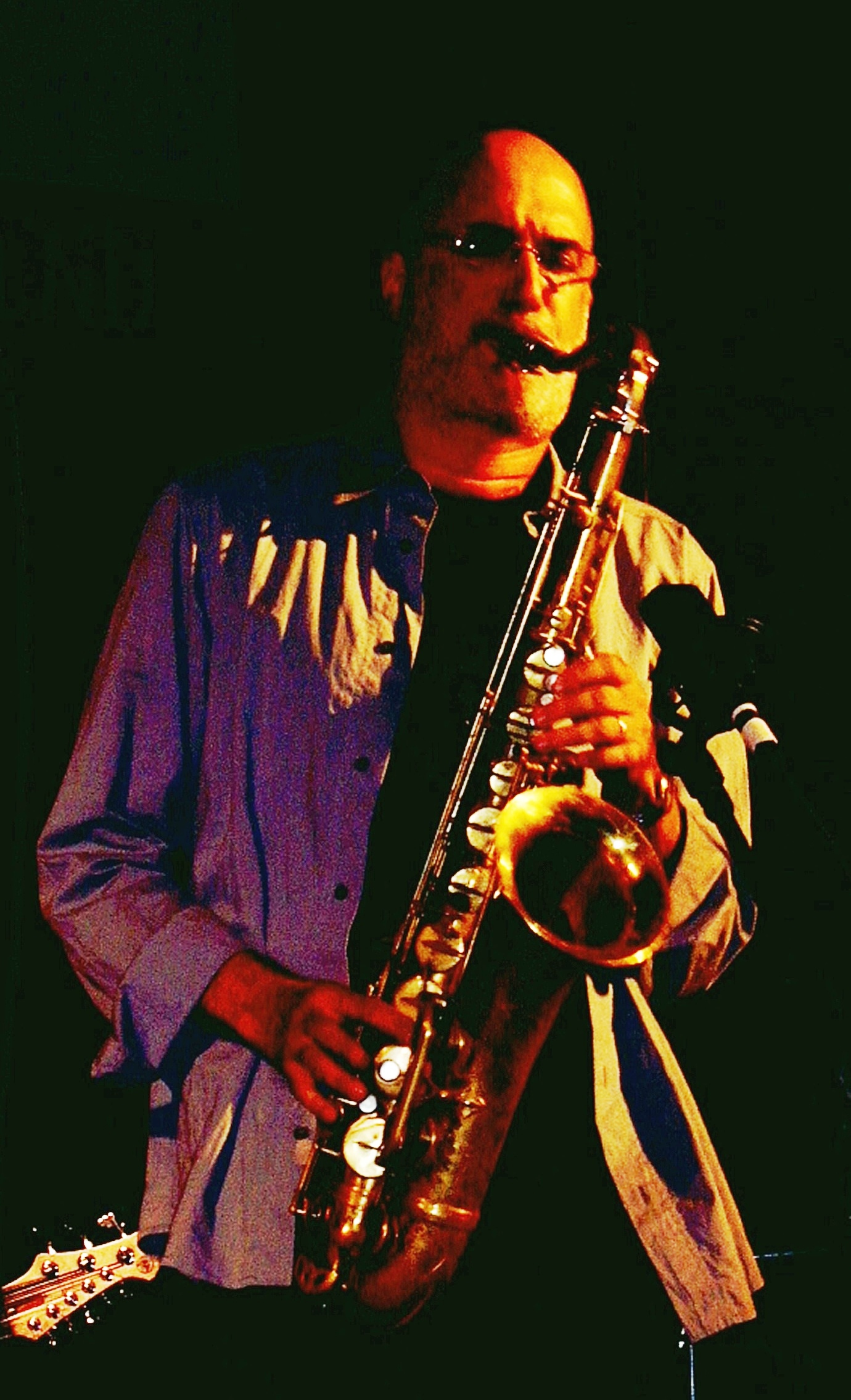
Майкл Брекер в июле 2004 на концерте «Jazz for Kerry» в Манхэттане

### Соло
- 1987 — Michael Brecker
- 1988 — Don’t Try This at Home
- 1990 — Now You See It…Now You Don’t
- 1996 — Tales from the Hudson
- 1998 — Two Blocks from the Edge
- 1999 — Time Is of the Essence
- 2001 — Nearness of You
- 2002 — Directions in Music: Live at Massey Hall
- 2003 — Wide Angles
- 2007 — Pilgrimage

### Brecker Brothers
- 1975 — Brecker Bros
- 1975 — Back to Back
- 1977 — Don’t Stop the Music
- 1978 — Blue Montreux [live]
- 1978 — Heavy Metal Be-Bop [live]
- 1980 — Detente
- 1980 — Straphangin'
- 1992 — Return of the Brecker Brothers
- 1994 — Out of the Loop
- 2002 — Score

### В составе ансамбляSteps(Steps Ahead)
- 1981 Smokin' in the Pit
- 1981 Step by Step
- 1982 Paradox
- 1983 Steps Ahead
- 1984 Modern Times
- 1986 Magnetic
- 1986 Live in Tokyo (концертный альбом)